# Юлдашбаева, Римма Мухтаровна
Римма Мухтаровна Юлдашбаева (урождённая Мусина; род. 1 января 1937, Ахмерово) — башкирская оперная певица, преподаватель высшей школы.

## Биография
С детства мечтала быть врачом, поэтому пыталась поступить в мединститут. Но неудачно сданный вступительный экзамен по химии предопределил поиски другого места для учёбы. В итоге Римма выбрала Уфимское училище искусств. После училища переехала в Москву, где в 1970 году окончила ГМПИ им. Гнесиных (класс профессора П. Л. Трониной).
Профессор Уфимской государственной академии искусств, на кафедре вокального искусства с 1971 года. Заслуженный деятель искусств РБ.

## Ученики
Лауреаты: междунар. конкурсов — солистка БГТОиБ, нар. арт. РБ Султанова А., солистка БГФ Рахматуллина В.; всеросс. — Ишбаев Р., солистка БГФ, проф. УГАИ, нар. арт. РФ и РБ, лауреат Гос. премии им. С. Юлаева Кильдиярова Ф., засл. арт. РБ Фазуллин Г.,; регион. — Ишмуратова Г.; республ. — солист БГФ, засл. арт. РБ Ишбаев Р., Ишмуратова Г., Рахматуллина В., солистка БГТОиБ Хуснутдинова О. Дипломанты: всеросс. — Басырова Н., республ. — Рахматуллина В.
Волкова А. — засл. арт. РФ, Калинина Е. — засл. арт. РБ, Муллабаева Л. — засл. учит. РБ, отличник просвещения СССР, обладатель Мариинской медали 2 степени РФ; Хабибуллина Н. — доц. ЧГАКИ засл. арт. РТ, засл. раб. культ. РБ.